# عمر مصطفى متولي
عمر مصطفى متولي ممثل مصري شاب، وهو ابن الممثل مصطفى متولي وخاله الممثل عادل إمام والمنتج عصام إمام، أول أعماله كان فيلم رمضان مبروك أبو العلمين حمودة.

## أعماله

### الأفلام
- 2008: رمضان مبروك أبو العلمين حمودة - ابن وزير الداخلية
- 2010: سفاري - فتلة
- 2012: ساعة ونص - عرفة
- 2013: قلب الأسد - الضابط عصام
- 2013: تتح - هاني
- 2016: أوشن 14 - طاعون
- 2023: وش في وش - الضابط

### المسلسلات
- 2012: 9 جامعة الدول - خالد
- 2014: فيفا أطاطا - علي
- 2014: سرايا عابدين (ج1) - برهامي
- 2014: دلع بنات - طاعون
- 2015: حواري بوخارست - صلاح
- 2015: حالة عشق
- 2017: لمعي القط - الضابط هشام
- 2021: الاختيار 2 - أحمد عبد الباسط
- 2023: إكس لانس - عمرو

### المسرحيات
- 2013-2014: تياترو مصر الموسم الأول والثاني
- 2015-2017: مسرح مصر

## روابط خارجية
- عمر مصطفى متولي على موقع الدهليز
- عمر مصطفى متولي على موقع قاعدة بيانات الأفلام العربية